# Gora Košnička
Gora Košnička is een plaats in de gemeente Desinić in de Kroatische provincie Krapina-Zagorje. De plaats telt 116 inwoners (2001).